# 公園森林 (隕石)
公園森林（Park Forest）是於2003年3月26日墜落於美國的伊利諾伊州 庫克郡的L5球粒隕石。

## 歷史
2003年3月26日午夜左右，天空中出現了一個亮橙色的火球，在美國的伊利諾伊州、印第安那州、威斯康辛州、密歇根州、密蘇里州和俄亥俄州都可以看到。不久之後，接到在伊利諾伊州公園森林村附近找到了隕石碎片墜落的報告。公園森林至少有兩棟房屋和消防站遭到襲擊。在接下來的幾天裏，在該地區發現了許多石頭或碎片，因此這一事件被正式命名為"公園森林"隕石。回收的總質量超過18（40英磅）}，單顆最大的隕石約為3（6.6英磅）。
來自芝加哥大學的史蒂文·西蒙（Steven Simon）和行星研究基金會、哈珀學院、西北太平洋國家實驗室和菲爾德自然史博物館的七位同事對2003年3月26日晚落在芝加哥南郊的隕石碎片進行了分類。描述為：
... 當代被隕石雨襲擊的人口最稠密地區。
估計，公園森林流星體至少有900公斤，進入大氣層時重達7,000公斤。

## 組成和分類
來自第A207頁Meteoritics & Planetary Science 38, Nr 7, Supplement, A189–A248 （页面存档备份，存于） (2003) 
大多數石頭都有部分到完全融合的硬殼。一些破碎面顯示出角礫狀結構，有稜角的碎屑。橫切的深色礦脈和深色氣泡可能是由衝擊熔體引起的。手邊的樣本中沒有可見的球粒。在一些破碎的表面上可以看到大量的橄欖石和金屬。在切片中可以看到球粒和正輝橄欖岩。平均橄欖石成分Fa24.7，平均低鈣輝石Fs20.7Wo1.6。衝擊階段S5。試樣：模式樣本515克（擊中消防站），FMNH。其它隕石的FMNH：1200公克、529公克、183公克、159公克、125公克。

## 試樣
這顆隕石至少有12個樣本保存在Robert A. Pritzker Center for Meteoritics and Polar Studies （页面存档备份，存于）在芝加哥的菲爾德自然史博物館。雖然這些標本現時沒有展出，但可以通過博物館進行研究。
據稱，阿德勒天象館定期展出一大塊從一對夫婦廚房天花板上掉下來，屬於公園森林的東西。

## 註解
1. 1 2 3  Martel, Linda M.V. . PSRD. Planetary Science Research Discoveries.   [24 September 2015]. （原始内容存档于2023-03-27）.
2. ↑  . The Meteoritical Bulletin. The Meteoritical Society.   [24 September 2015]. （原始内容存档于2023-01-29）.
3. ↑  Russell, Sara S.;  et al.  (PDF). Meteoritics & Planetary Science. 2003, 38 (7): A189–A248  [2023-03-27]. （原始内容存档 (PDF)于2023-03-27）.
4. ↑  . Robert A. Pritzker Center for Meteoritics and Polar Studies. The Field Museum.   [24 September 2015]. （原始内容存档于2020-11-24）.

## 外部連結
- Meteoritical Bulletin Database （页面存档备份，存于）